# Operace Steel

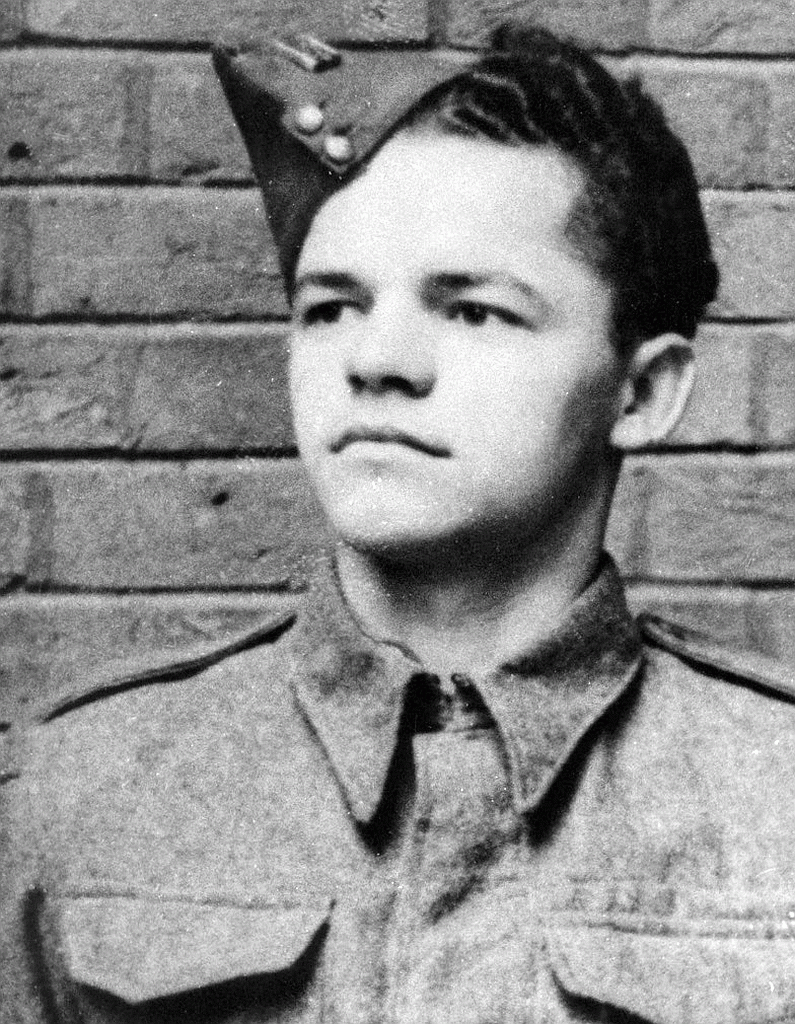
Radista svobodník Oldřich Dvořák

Operace Steel byl krycí název pro paradesantní výsadek vyslaný během II. světové války z Anglie na území Protektorátu Čechy a Morava. Výsadek byl organizován zpravodajským odborem exilového Ministerstva národní obrany a byl řazen do první vlny výsadků.

## Složení a úkol
Výsadek byl tvořen pouze radistou svobodníkem Oldřichem Dvořákem. Jeho úkolem bylo předat odboji novou vysílačku jako náhradu za vysílačku dosluhující a výsadku Silver A předat kapsle s jedem.

## Činnost

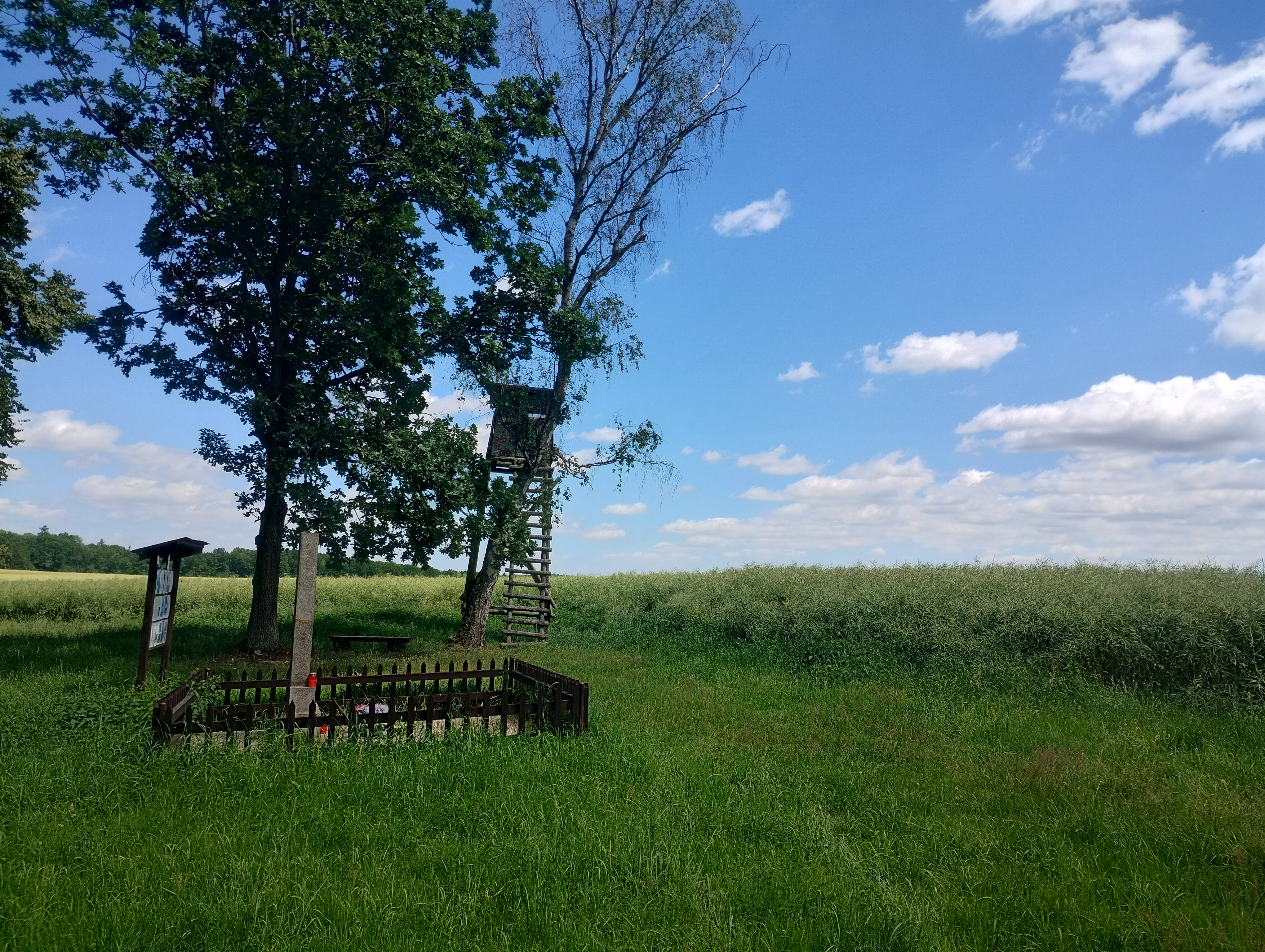
Místo vysazení s informační tabulí a pomníčkem Arnošta Mikše

Dvořák byl, společně s výsadky Bioscop a Bivouac vysazen v noci z 27. na 28. dubna 1942 u osady Požáry u Křivoklátu. Vysílačku na místě dopadu Dvořák zakopal a přesunul se spolu se členy Bivouac do Kladna a odtud do Vojtíškovy tiskárny v Lázních Bělohrad, kde se prokázal smluveným heslem a byl poslán do Pardubic k manželům Haně a Václavu Krupkovým. Tam se setkal s npor. Alfrédem Bartošem. Zakopanou vysílačku nešťastnou náhodou vyoral kočí a četníci z Křivoklátu ji předali gestapu. Místo nálezu bylo střeženo četníky a při pokusu o její vyzvednutí 30. dubna došlo k přestřelce, při které byli zraněni dva četníci (z nichž jeden, František Ometák, následně zemřel) a Arnošt Mikš z výsadku Zinc (pověřený vyzvednutím materiálu) se zastřelil.
Bez vysílačky byl Dvořák pro Bartoše nepotřebný, proto ho předal odbojové organizaci ÚVOD. Tam pomáhal telegrafistovi Františkovi Peltánovi a spolu s ním byl poslán v polovině května do Plzně. Tam se ho ujali Václav Král a Jan Bejbl. Král mu zajistil falešné doklady. Po atentátu na Heydricha ho Bejbl a Král schovali v cele plzeňské policie, krátce se také ukrýval v nemocnici ve Strakonicích, kde ho "hospitalizoval" MUDr. Karel Hradecký.
Po řádění gestapa a zničení Silveru A se krátce ukrýval u rodičů a poté se rozhodl odejít ke své setře na Slovensko. Po překročení hranic se v Radošovcích pokusil předat vzkaz od svého spolubojovníka z Anglie jeho otci notáři Prokopovi. Ten na něj ale zavolal slovenské četníky a během honičky byl Dvořák dopaden a zastřelen.

## Galerie

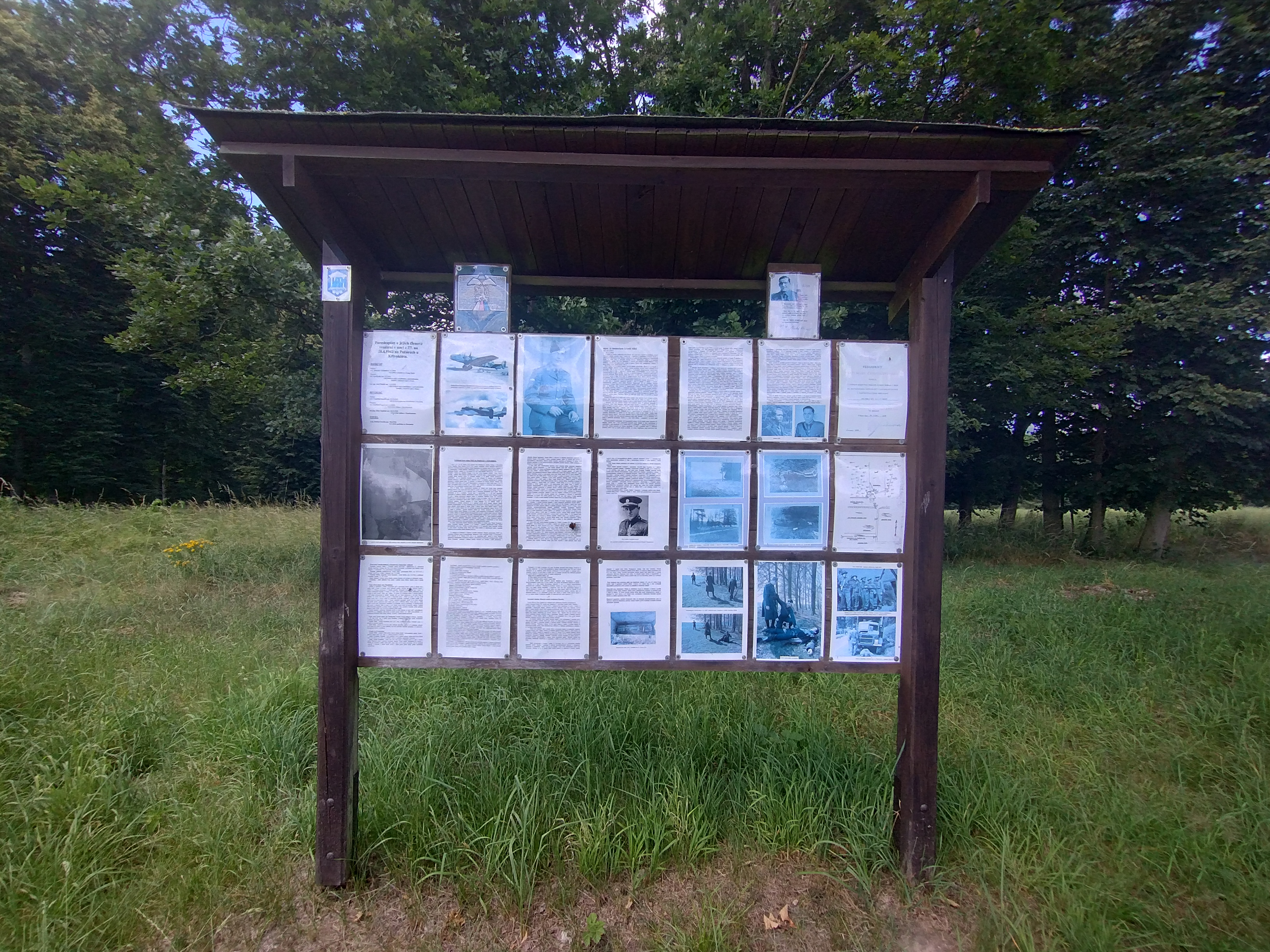
Informační tabule u místa vysazení, Požáry na Křivoklátsku
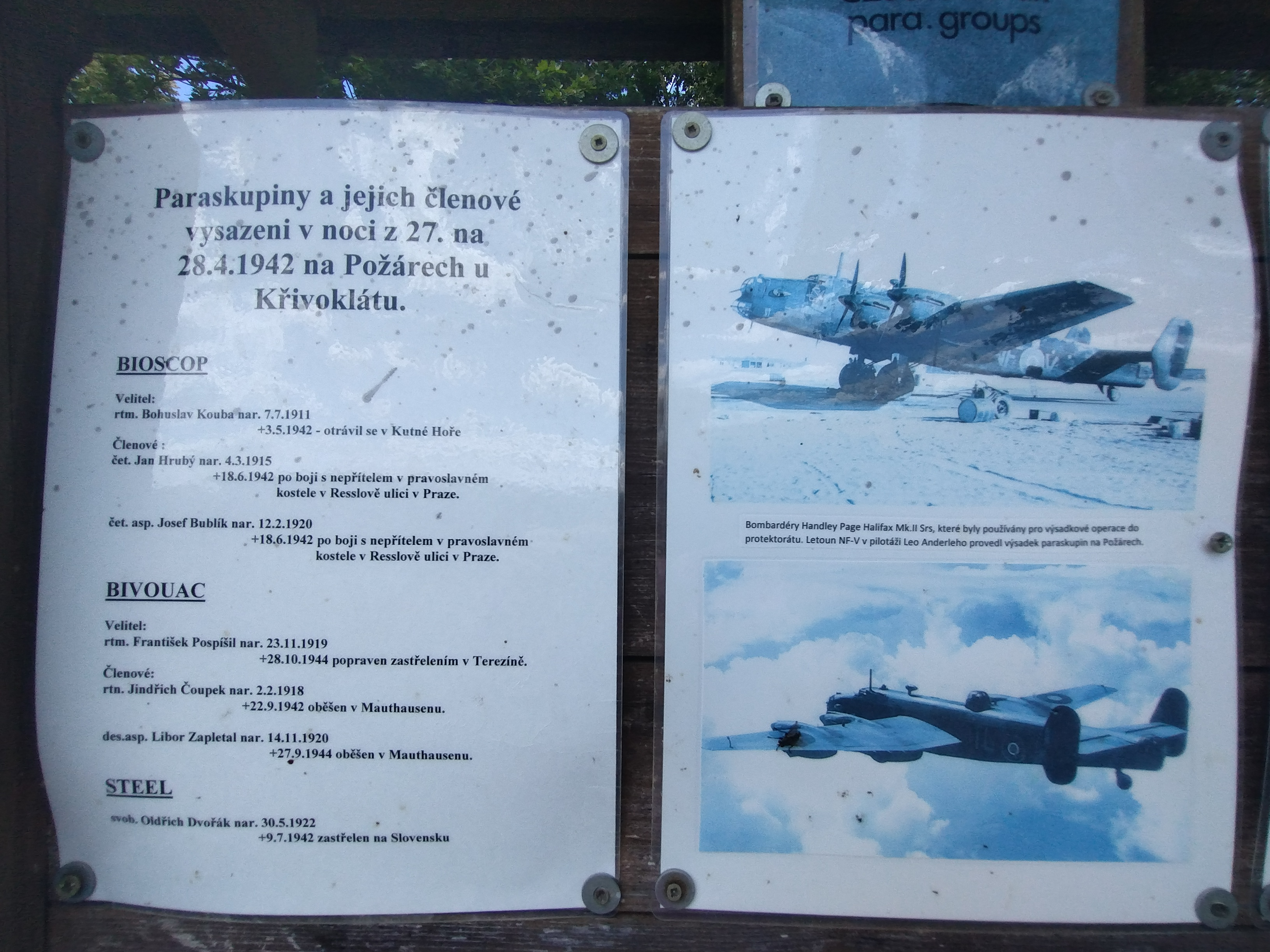
Detail části informační tabule
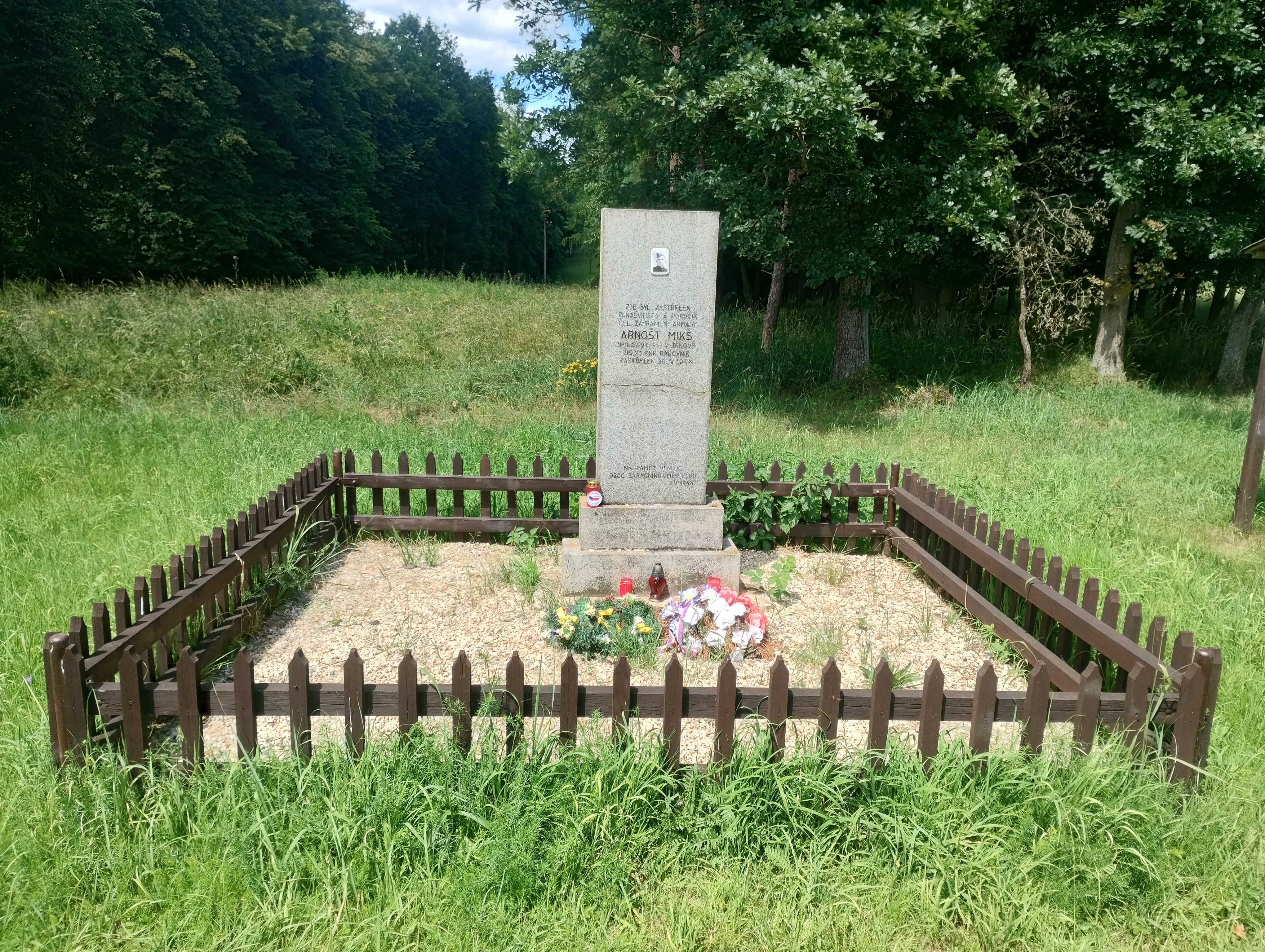
Pomníček Arnošta Mikše u Požárů na Křivoklátsku